# Encephalartos whitelockii
Encephalartos whitelockii — вид голонасінних рослин класу саговникоподібні (Cycadopsida).
Етимологія: вшанування Лорана Вайтлока Лос-Анджелес, штат Каліфорнія, відомого сучасного дослідника і колекціонера саговникоподібних.

## Опис
Рослини деревовиді; стовбур 4 м заввишки, 35–40 см діаметром. Листки 310—410 см завдовжки, темно-зелені, сильно блискучі; хребет зелений, трохи зігнутий; черешок прямий, з 6–12 колючками. Листові фрагменти ланцетні; середні — 23–30 см завдовжки, 20–28 мм завширшки. Пилкові шишки 1–5, вузькояйцевиді, зелені або жовті, довжиною 50 см, 9 см діаметром. Насіннєві шишки 1–3, яйцеподібні, зелені або жовті, завдовжки 45 см, 35 см діаметром. Насіння яйцеподібне, завдовжки 30–35 мм, шириною 25–30 мм, саркотеста червона.

## Поширення, екологія
Цей вид зустрічається в районі Кабароле в південно-західній частині Уганди. Популяції є вздовж річки Мпанга, вище і нижче водоспаду. Записаний з висот від 1000 до 1300 м над рівнем моря. Цей вид росте на майже прямовисних гранітах і на скелястих схилах, серед високої трави в савані. Також зустрічається в щільних вічнозелених гірських лісах.

## Загрози та охорона
Загрозами для виду є: будівництво малої гідроелектростанції, будівництво доріг і таборів, перетворення земель в сільськогосподарські, збір рослин, спалювання деяких районів. 10% населення у межах англ. Queen Elizabeth National Park.